# La Brune et moi
Pour plus de détails, voir Fiche technique et Distribution.
La Brune et moi est un moyen métrage français réalisé en 1979 par Philippe Puicouyoul et sorti en 1981.

## Fiche technique
- Titre : La Brune et moi
- Réalisation : Philippe Puicouyoul
- Scénario : Philippe Puicouyoul
- Mise en scène des orchestres : John Ricciardi
- Photographie : David Andras
- Son : Nicolas Joly
- Musique : Ici Paris, Artefact, Astroflash, Édith Nylon, Questions, The Party, Marquis de Sade, Dogs, Go-Go Pigalles, Taxi Girl, Les Privés
- Maquillage : Michèle Bernet
- Montage : Philippe Puicouyoul et John Ricciardi
- Production : Top Films Productions
- Pays d'origine :  France
- Durée : 55 minutes
- Date de sortie : France - 24 avril 1981

## Distribution
- Pierre Clémenti : Xavier de Royan
- Anouschka : Anouschka
- Pierre-Jean Cayatte : PIerre-Jean
- Ricky Darling : Ricky
- Philippe Bone : Philippe
- Denise Dahlman : Denise, la secrétaire de Royan
- Daniel Verdier : Daniel
- Philippe Mercier : Philippe
- Thierry Bays ; Thierry
- Marc Reland : Marc

## À propos du film
Tourné difficilement, en trois semaines et en 16 mm, entre mars et novembre 1979, La Brune et moi, qui se présente comme la version moderne de La Blonde et moi de Frank Tashlin, a été un échec critique et commercial. L'un des acteurs, Pierre-Jean Cayatte, s'est suicidé quelques mois après le tournage et l'on n'eut plus aucune nouvelle d'Anouschka dès la première projection. Considéré désormais comme un « film maudit », La Brune et moi a été projeté à la Cinémathèque française en mars 2017
.

## Distinctions
- 1981 : Prix du jury au 1er Festival international du film musical du Rex[1]